# 阿南常一
阿南 常一（あなみ つねいち、1885年 - 1958年）は日本のジャーナリスト。後藤新平の秘書役的立場で都市計画法令の制定、都市計画機構の創設などに努力を傾注した。都市計画の啓蒙普及に40年にわたって献身した。

## 人物
大分県山香町に生まれる。若くして大阪に出て、次いで同郷の政治家元田肇を頼って上京し、その下で修業を積む。
1909年、明治大学卒業。1912年、東京市水道課（現在の東京都水道局）に就職し、村山貯水池の土地買収では地元民との折衝に尽力する。その後、東京通信社を経て、1916年1月に報知新聞社の記者となる。
日本の近代都市計画が制度化されるのは、1918年（大正7年）、内務大臣後藤新平が都市計画調査の予算を付け、内務省に都市計画課が誕生、都市計画調査会が設置され、翌1919年に旧都市計画法と市街地建築物法が公布されてからである。
1917年（大正6年）、内務大臣後藤新平が会長となって官民からなる都市研究会が創設され、都市問題を総合的に扱った機関誌『都市公論』が創刊された。阿南は報知新聞社を退職して都市研究会常任幹事となり、『都市公論』の編集長を務めた。都市研究会は、各地で都市計画の講習会を開き、その宣伝に努めた。同会は戦後の1946年（昭和21年）9月、防空協会と共に発展解消して潮貴之助を会長とする都市計画協会となり、『都市公論』は『復興情報』と合併して『新都市』となった。阿南は同協会の専務理事となり、1956年（昭和31年）には副会長に就いた。
この間、東京地方裁判所の調停委員として、1923年から死去するまでの35年継続して選任された。この功績により、藍綬褒賞を授与された。さらに、1921年から2期にわたって麹町区会議員を勤め、1930年から20年にわたって全国市長会専務理事も務めた。